# Alimentos energéticos e construtores
Alimentos energéticos e construtores são os alimentos que têm a função de produzir energia e também ajudar na construção do corpo.[carece de fontes?] Devem ser consumidos muito moderadamente, pois, na prática, esses alimentos só fornecem calorias.

## Tabela
Aqui está uma tabela com todos os grupos alimentares: em itálico e sublinhados, os lipídios, ou seja, os energéticos e construtores.
| Substância   | Exemplos                            | Função Principal         |
| carboidratos | amidos e açúcares                   | energética               |
| proteínas    | albumina (presente na clara do ovo) | construtora              |
| lipídios     | óleos e gorduras                    | energética e construtora |
| vitaminas    | verduras e legumes                  | reguladora               |

## Alguns alimentos energéticos e construtores
- Banha
- Manteiga
- Margarina
- Óleos vegetais
- Toucinho
- Açúcar
- Doces
- Refrigerantes

e outros.

## Fonte
Silva Júnior, César da. Ciências: entendendo a natureza: o ser humano no ambiente (20ª ed.). Capítulo 3: Os alimentos e seu papel, p. 47; Capítulo 4: Metabolismo, a atividade do corpo, p. 58. São Paulo, 2005.